# Roundhouse-Kick

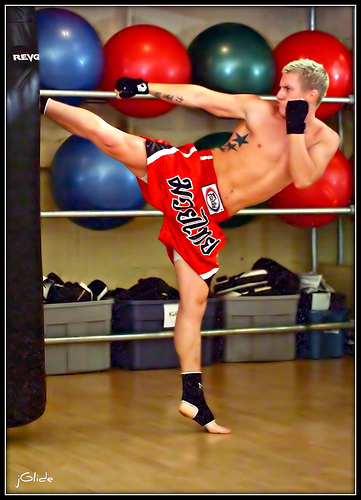
Roundhouse-Kick

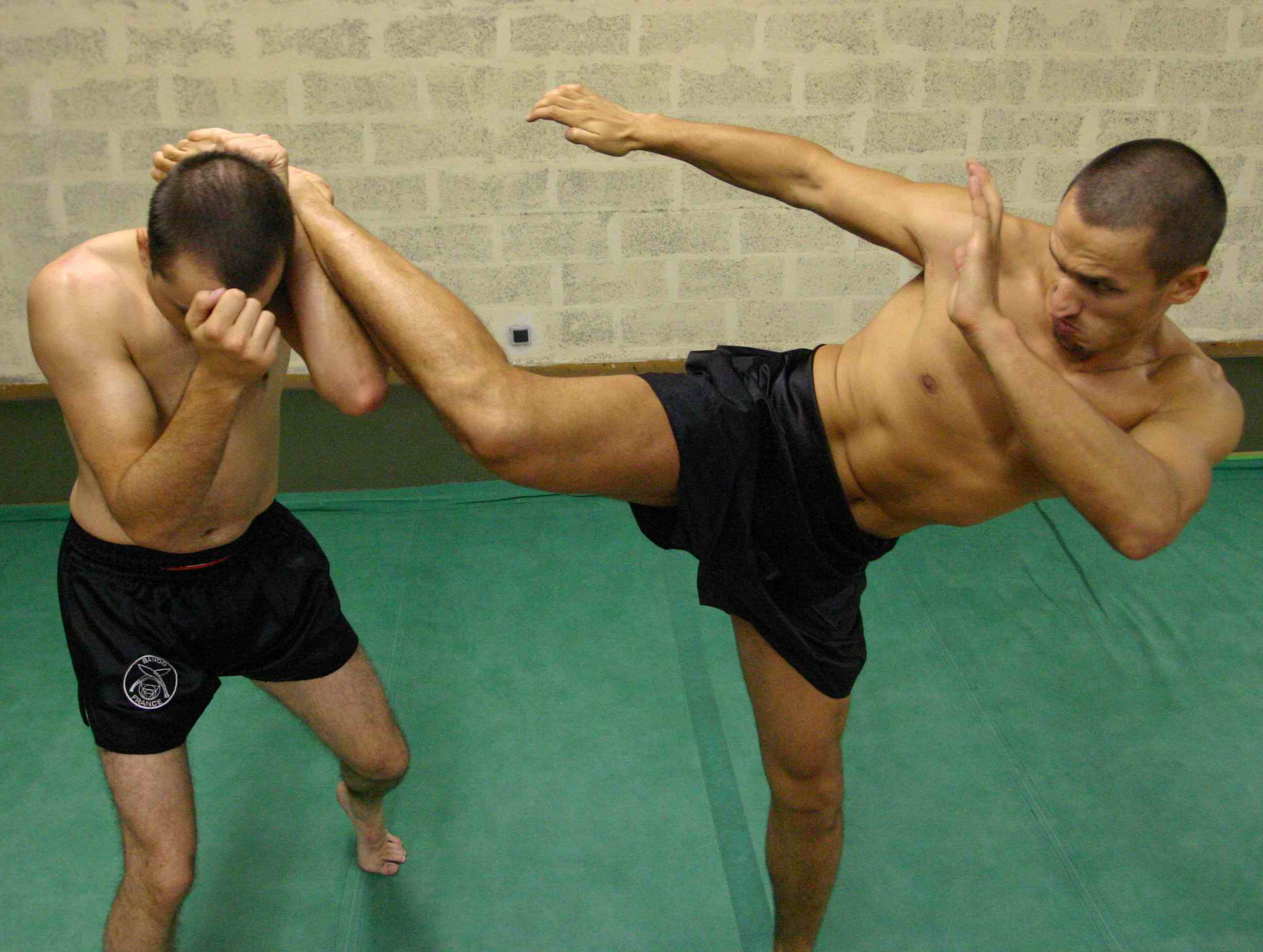
Roundhouse-Kick zum Kopf

Roundhouse-Kick (jap. Mawashi-Geri, kor. dollyeo chagi) ist der Oberbegriff für kreisförmig ausgeführte Fußtechniken  bei Kampfsportarten, bei denen Fußstöße und Tritte zum Einsatz kommen. Die Ziele des Roundhouse-Kicks sind Kopf, Körper oder Oberschenkel. Getroffen wird mit Fußballen, Spann oder Schienbein.
Bei dieser Technik steht man auf einem Bein, winkelt das andere Bein an und streckt es dann schnellkräftig, so dass der Fuß sich im Bogen auf das Ziel zubewegt. In der Endphase bewegt sich der Fuß horizontal und trifft das Ziel von der Seite.
Der Roundhouse-Kick unterscheidet sich vom klassischen Mawashi-geri durch den Abschluss. Während beim Mawashi-geri der Fuß nach erfolgter Ausführung wieder zurückgenommen wird, was auch beim Verfehlen des Zieles erfolgen sollte, wird beim Roundhouse-Kick im Falle des Nichttreffens je nach Kampfsportart in Kauf genommen, dass der Fuß seine Bewegung weiterführt und der Kämpfer sich ggf. durch eine schnelle Drehung wieder in Position bringt, z. B. beim Brazilian Kick, der ebenfalls ein Roundhouse-Kick ist.